# NGC 1154
NGC 1154 (другие обозначения — MCG -2-8-34, PGC 11221) — спиральная галактика (Sc) в созвездии Эридан.
Этот объект входит в число перечисленных в оригинальной редакции «Нового общего каталога».
В галактике вспыхнула сверхновая SN 2011jp типа IIP, её пиковая видимая звездная величина составила 15,5.